# 8 mars en sport
8 février 8 avril
Chronologies thématiques
- Croisades
- Ferroviaires
- Disney

Le 8 mars (67e jour de l'année ou 68e en cas d'année bissextile) en sport.

## Événements

### XIXesiècle
- 1873 :
  - (Football) : à Londres (Kennington Oval), l'Angleterre s'impose 4-2 face à l'Écosse devant 3000 spectateurs. Afin de limiter les dépenses, 8 des 11 Écossais venaient d'Écosse, les 3 autres étant résidents à Londres[1].
- 1875 :
  - (Rugby à XV) : match nul sans point à Édimbourg entre l’Écosse et l’Angleterre.
- 1888 :
  - (Rugby à XV) : départ d’une sélection anglaise de rugby en tournée pour la Nouvelle-Zélande et l’Australie. Ils y disputent 35 matches, signant 27 victoires, 6 nuls pour seulement 2 défaites.
- 1895 :
  - (Hockey sur glace) : les Victorias de Montréal gagnent le championnat de la ligue, et par conséquent la Coupe Stanley.

### XXesièclede 1951 à 2000
- 1982 :
  - (Rallye automobile) : arrivée du Rallye du Portugal.
- 1998 :
  - (Formule 1) : Grand Prix automobile d'Australie.

### XXIesiècle
- 2004 :
  - (Hockey sur glace) : Todd Bertuzzi inflige un coup à Steve Moore qui lui vaudra une suspension pour le reste de la saison de LNH ainsi que les éliminatoires.
- 2007 :
  - (Hockey sur glace) : en LNH, Chris Simon assène un violent coup de bâton au joueur des Rangers Ryan Hollweg et écope d'une suspension pour le reste de la saison.
- 2011 :
  - (Football) : en Ligue des champions, le FC Barcelone bat Arsenal en huitième de finale (3-1).
- 2014 :
  - (Jeux paralympiques) : à Sotchi, 1er jour de compétition. Voir - 8 mars aux Jeux paralympiques d'hiver de 2014
  - (Rugby à XV) : dans le cadre du Tournoi des Six Nations, l'équipe de France bat l'équipe d'Écosse 19-17 à Édimbourg au Murrayfield Stadium et l'équipe d'Irlande bat l'équipe d'Italie 46-7 à Dublin au Aviva Stadium.
- 2017 :
  - (Football) : en Ligue des champions, le FC Barcelone bat le Paris-Saint-Germain en huitième de finale (6-1).

- 2023 :
  - (Football) : le Paris SG s’inclinent face au Bayern Munich 2-0 (3-0 sur l’ensemble des 2 matchs) et est eliminé en 8eme de finale de la ligue des champions 2023

## Naissances

### XIXesiècle
- 1867 :
  - Victor Thibault, archer français. Médaillé d'argent du cordon doré 33 m et au chapelet 33 m aux Jeux de Paris 1900. († 3 mai 1941).
- 1882 :
  - Charles Devendeville, nageur et joueur de water-polo français. Champion olympique de nage sous l'eau aux Jeux de Paris 1900. († 19 septembre 1914).
- 1891 :
  - Albert Séguin, gymnaste français. Champion olympique du saut de côté puis médaillé d'argent du montée à la corde et du concours par équipes aux Jeux de Paris 1924. († 29 mai 1948).
- 1900 :
  - Otto Peltzer, athlète de demi-fond allemand. Détenteur du Record du monde du 800 mètres du 3 juillet 1926 au 14 juillet 1928, et du Record du monde du 1 500 mètres du 11 septembre 1926 au 5 octobre 1930. († 11 août 1970).

### XXesièclede 1901 à 1950
- 1915 :
  - Tapio Rautavaara, athlète de lancers ainsi qu'archer puis chanteur et acteur finlandais. Champion olympique du javelot aux Jeux de Londres 1948. Champion du monde de tir à l'arc par équipes 1958. († 25 septembre 1979).
- 1916 :
  - Yvon Petra, joueur de tennis français. Vainqueur du Tournoi de Wimbledon 1946. († 12 septembre 1984).
- 1917 :
  - Karl Frei, gymnaste suisse, Champion olympique des anneaux et médaillé d'argent du concours par équipes aux Jeux de Londres 1948. († 18 juin 2011).
- 1920 :
  - Celina Seghi, skieuse italienne. († 27 juillet 2022).
- 1922 :
  - Carl Furillo, joueur de baseball américain. († 21 janvier 1989).
- 1930 :
  - Pyotr Bolotnikov, athlète de fond soviétique puis russe. Champion olympique du 10 000 m aux Jeux de Rome 1960. Champion d'Europe d'athlétisme du 10 000 m et médaillé de bronze du 5 000 m 1962. Auteur du Record du monde du 10 000 m du 15 octobre 1960 au 18 décembre 1963. († 20 décembre 2013).
- 1940 :
  - Jacques Doucet, commentateur de baseball canadien.
- 1949 :
  - Karel Lismont, athlète de fond belge. médaillé d'argent du marathon aux Jeux de Munich 1972 et médaillé de bronze du marathon aux Jeux de Montréal 1976. Champion d'Europe d'athlétisme du marathon 1971. Vainqueur du Marathon de Berlin 1983.

### XXesièclede 1951 à 2000
- 1953 :
  - Jim Rice, joueur de baseball américain.
- 1955 :
  - João Batista da Silva, footballeur brésilien. (36 sélections en équipe nationale).
- 1957 :
  - Ruth Wysocki, athlète de demi-fond américaine.
- 1961 :
  - Larry Murphy, hockeyeur sur glace canadien.
- 1962 :
  - Richard Stanton, pilote de courses automobile d'endurance britannique.
- 1965 :
  - Thierry Jacob, boxeur français. Champion du monde poids super-coqs de boxe du 20 mars 1992 au 23 juin 1992. († 20 décembre 2024).
- 1968 :
  - Michael Bartels, pilote de courses automobile d'endurance allemand.
- 1972 :
  - Werner Franz, skieur alpin autrichien.
  - Fergal O'Brien, joueur de snooker irlandais.
- 1973 :
  - Kurt Mollekens, pilote de courses automobile d'endurance belge.
- 1976 :
  - Ryan Freel, joueur de baseball américain. († 22 décembre 2012).
  - Hines Ward, joueur de foot U.S. américain.
  - Daniela Yordanova, athlète de demi-fond bulgare.
- 1977 :
  - Petar Angelov, handballeur macédonien. (36 sélections en équipe nationale).
  - Johann Vogel, footballeur suisse.
- 1978 :
  - Sergio Alexandro Burgoa, rink hockeyeur argentin.
- 1981 :
  - Timo Boll, pongiste allemand. Médaillé d'argent par équipes aux Jeux de Pékin 2008 puis de bronze par équipes aux Jeux de Londres 2012 et aux Jeux de Rio 2016. Champion d'Europe de tennis de table en simple et en double 2002, champion d'Europe de tennis de table en simple, en double et par équipes 2007, 2008 et 2010, champion d'Europe de tennis de table en double et par équipes 2009, champion d'Europe de tennis de table en simple et par équipes 2011, champion d'Europe de tennis de table en simple 2012 et 2018, champion d'Europe de tennis de table par équipes 2017. Vainqueur des Ligue des champions de tennis de table 2009, 2010, 2011 et 2018.
  - Tatiana Kholina, volleyeuse russe. (15 sélections en équipe nationale).
- 1982 :
  - Nicolas Armindo, pilote de courses automobile d'endurance français.
  - Erik Ersberg, hockeyeur sur glace suédois.
  - Craig Stansberry, joueur de baseball américain.
  - Angelo Tchen, footballeur et footballeur de plage franco-tahitien. Champion d'Océanie de football 2012.
- 1983 :
  - Hrvoje Ćustić, footballeur croate. († 3 avril 2008).
  - Guillaume Moreau, pilote de courses automobile d'endurance français.
- 1984 :
  - Rio Mavuba, footballeur français. (13 sélections en équipe de France).
  - Saša Vujačić, basketteur slovène.
- 1986 :
  - Lena Goeßling, footballeuse allemande. Championne olympique aux Jeux de Rio 2016. Championne d'Europe féminine de football 2013. Victorieuse des Ligue des champions féminine 2013 et 2014. (103 sélections en équipe nationale).
  - Damien Perquis, footballeur français.
- 1989 :
  - Isis Arrondo, basketteuse française.
  - Robbie Hummel, basketteur américain.
  - Franck Lafitte, volleyeur français. Champion d'Europe de volley-ball masculin 2015. (126 sélections en équipe de France).
- 1990 :
  - Yvonne Anderson, basketteuse américano-serbe.
  - Rémy Cabella, footballeur français. (4 sélections en équipe de France).
  - Bruno Collaço, footballeur brésilien.
  - Elea-Mariama Diarra, athlète de haies et de sprint française. Médaillée d'argent du relais 4 × 400 m aux CE d'athlétisme 2012, 2016 et 2018.
  - Petra Kvitová, joueuse de tennis tchèque. Médaillée de bronze du simple aux Jeucx de Rio 2016.Victorieuse des tournois de Wimbledon 2011 et 2014, du Masters 2011 et des Fed Cup 2011, 2012, 2014, 2015 et 2016.
- 1991 :
  - Kalkidan Gezahegne, athlète de demi-fond éthiopienne.
  - Agustín Ormaechea, joueur de rugby à XV uruguayen. (42 sélections en équipe nationale).
  - Alan Pulido, footballeur mexicain. Vainqueur de la Ligue des champions de la CONCACAF 2018. (18 sélections en équipe nationale).
  - Isabelle Strunc, basketteuse française.
- 1994 :
  - Guy Niv, cycliste sur route israélien.
  - Chris Philipps, footballeur luxembourgeois. (46 sélections en équipe nationale).
  - Moriah Jefferson, basketteuse américaine.
- 1995 :
  - Keita Baldé, footballeur hispano-sénégalais. (23 sélections avec l'équipe du Sénégal).
  - Luca Brecel, joueur de snooker belge. Champion du monde de snooker 2023.
  - Isaiah Whitehead, basketteur américain.
  - Ouidad Sfouh, boxeuse algérienne
- 1996 :
  - Jean-Philippe Dally, basketteur franco-ivoirien.
  - Moussa Niakhaté, footballeur franco-sénégalais. (2 sélections avec l'équipe du Sénégal).
- 1997 :
  - Kevin Nisbet, footballeur écossais. (10 sélections en équipe nationale).
- 1999 :
  - Ibrahima Diallo, footballeur français.
- 2000 :
  - Daniel Magnusson, curleur suédois. Champion olympique aux Jeux de Pékin 2022. Champion du monde masculin de curling 2019, 2021 et 2022.

### XXIesiècle
- 2002 :
  - Christo Popov, joueur de badminton français.
- 2003 :
  - Štěpán Chaloupek, footballeur tchèque.
- 2006 :
  - Warren Zaïre-Emery, footballeur français.

## Décès

### XXesièclede 1901 à 1950
- 1909 :
  - Léon Théry, 29 ans, pilote de courses automobile français. Vainqueur des Coupe automobile Gordon Bennett 1904 et 1905. (° 16 avril 1879).
- 1921 :
  - Andrew Watson, 64 ans, footballeur écossais. (3 sélections en équipe nationale). (° 24 mai 1856).
- 1936 :
  - Ernest Needham, 63 ans, footballeur et joueur de cricket anglais. (16 sélections avec l'Équipe d'Angleterre de football). (° 21 janvier 1873).
- 1937 :
  - Howie Morenz, 34 ans, hockeyeur sur glace canadien. (° 21 septembre 1902).

### XXesièclede 1951 à 2000
- 1970 :
  - Victor Demogeot, 88 ans, pilote de course automobile français. (° 14 août 1881).
- 1979 :
  - Raymond Berthet, 69 ans, fondeur et skieur de nordique français. (° 27 août 1909).
- 1986 :
  - Hans Knecht, 72 ans, cycliste sur route suisse. Champion du monde de cyclisme sur route amateur 1938 puis champion du monde de cyclisme sur route 1946. (° 29 juin 1913).
- 1991 :
  - Ludwig Fischer, 75 ans, pilote de courses automobile allemand. (° 17 décembre 1915).
- 1998 :
  - Ray Nitschke, 61 ans, joueur de foot U.S. américain. (° 29 décembre 1936).
- 1999 :
  - Joe Di Maggio, 84 ans, joueur de baseball américain. (° 25 novembre 1914).

### XXIesiècle
- 2006 :
  - Giordano Cottur, 91 ans, cycliste sur route italien. (° 24 mai 1914).
- 2010 :
  - Guy Lapébie, 93 ans, cycliste sur route et sur piste français. Champion olympique de la course sur route par équipes et de la poursuite par équipes puis médaillé d'argent de la course en ligne aux Jeux de Berlin 1936. (° 28 novembre 1916).
- 2012 :
  - Charlie Hoag, 80 ans, basketteur américain. Champion olympique aux Jeux d'Helsinki 1952. (7 sélections en équipe nationale). (° 19 juillet 1931).